# Луна-17
«Луна-17» (Станция Е-8 № 203) — советская автоматическая межпланетная станция (АМС) для изучения Луны и космического пространства.

## Миссия

### Запуск
10 ноября 1970 года осуществлён пуск ракеты-носителя «Протон-К / Д», которая вывела на траекторию полёта к Луне АМС «Луна-17», с планетоходом «Луноход-1» на борту. 12 ноября и 14 ноября 1970 года проведены коррекции траектории полёта станции. 15 ноября 1970 года станция «Луна-17» выведена на орбиту вокруг Луны. Параметры селеноцентрической орбиты составили: наклонение орбиты к плоскости лунного экватора — 141°; период обращения — 115 минут; высота станции над поверхностью Луны (в периселении/апоселении) — 85/141 км. 16 ноября периселений был снижен до 19 км. 17 ноября 1970 года в 03:46:50 по всемирному времени «Луна-17» совершила мягкую посадку с вертикальной скоростью около 2 м/с на поверхности Луны в районе Моря Дождей в точке с координатами 38 градусов 17 минут северной широты и 35 градусов западной долготы.

### Работа на Луне
На лунную поверхность успешно доставлен самоходный аппарат «Луноход-1» массой 759 кг. Через два с половиной часа после посадки «Луноход-1» съехал по трапу с посадочной платформы и приступил к выполнению программы исследований и экспериментов.
В марте 2010 года станция была обнаружена исследователями на снимках LRO.

## Описание
Автоматический космический аппарат состоял из корректирующе-тормозного модуля (КТ) и самоходного аппарата. Корректирующе-тормозной модуль предназначен для обеспечения перелёта по трассе Земля-Луна, включая коррекции траектории, выход на орбиту искусственного спутника Луны (ИСЛ), формирование окололунной орбиты, с которой планировалось сходить, сход с орбиты и посадку на поверхность Луны.
Конструкцию КТ составляли четыре топливных бака, соединённых между собой, два из которых выполняли роль приборных отсеков для размещения аппаратуры системы управления перелётом и посадкой. Часть аппаратуры системы управления, предназначенная для управления работой разгонного блока Д, была размещена на переходной ферме.
Помимо основных баков топливо размещалось ещё и в баках сбрасываемых отсеков. Сброс отсеков производился перед включением двигателя для схода с орбиты ИСЛ. Двигательная установка корректирующе-тормозного модуля КТ состояла из основного двигателя с регулируемой тягой и блока двигателей малой тяги с номинальной тягой 280 кг. Суммарная тяга двигателя могла изменяться в пределах 1929—750 кг.

На посадочной ступени установлен автоматический самоходный аппарат — «Луноход-1», который состоит из двух основных частей: колесного шасси и герметичного приборного контейнера, в котором размещена вся служебная аппаратура. Контейнер имеет форму усечённого конуса, причём верхнее основание конуса, служащее радиатором-охладителем для сброса тепла, имеет больший диаметр, чем нижнее. На время лунной ночи радиатор закрывался крышкой.
- Унифицированный корректирующий тормозной посадочный модуль лунных автоматических станций
- Кратер Леонид, «Луноход-1» вверху слева. Снимок сделан с орбиты КА LRO в 2010 году
- Снимок Лунохода 1. Снимок сделан с орбиты КА LRO в марте 2010 года
- «Луна-17» и «Луноход-1». Снимок сделан с орбиты КА LRO
- «Луна-17» на советской почтовой марке